# نقاره‌خانه (باخرز)
نقاره خانه (تایباد)، روستایی از توابع مرکزی شهرستان باخرز در استان خراسان رضوی ایران است.

## جمعیت
این روستا در دهستان مالین قرار دارد و براساس سرشماری مرکز آمار ایران در سال ۱۳۸۵، جمعیت آن ۲۳۱ نفر (۴۶خانوار) بوده‌است.